# Antonio J. Colorado
Antonio José Colorado Laguna (Nueva York, 8 de septiembre de 1939) es un abogado y político puertorriqueño, que se desempeñó como secretario de Estado de Puerto Rico y comisionado residente de Puerto Rico durante el gobierno de Rafael Hernández Colón.

## Biografía
Nacido en Nueva York, asistió a la escuela primaria y secundaria en Puerto Rico. En 1962, obtuvo una licenciatura en la Universidad de Boston y tres años más tarde se graduó de la Universidad de Puerto Rico en Río Piedras con un Juris Doctor. En 1966, obtuvo un master en Leyes de la Escuela de Derecho Harvard y fue admitido en el Colegio de Abogados de Puerto Rico. Es miembro de Phi Sigma Alpha Fraternity.
De 1966 a 1968 fue asesor legal tributario de la Administración de Desarrollo Económico de Puerto Rico, y de 1968 a 1969 se desempeñó como asistente ejecutivo del administrador de desarrollo económico de la isla. Comenzó con la práctica legal en 1969 y se convirtió en miembro del subcomité de la Comisión de Reforma Tributaria de Puerto Rico en 1973.
A fines de la década de 1970, además de su práctica legal, dio conferencias en la Universidad de Puerto Rico en Río Piedras y en la Universidad Interamericana de Puerto Rico. En 1985, el entonces gobernador de Puerto Rico, Rafael Hernández Colón, lo nombró para el puesto de administrador del desarrollo económico. De 1990 a 1992 se desempeñó como Secretario de Estado de Puerto Rico. En ese último año, Colorado fue nombrado comisionado residente en Washington D. C. para cubrir la vacante causada por la renuncia de Jaime B. Fuster, quien fue nombrado juez asociado del Tribunal Supremo de Puerto Rico.
Perdió la reelección en 1993 y desde entonces reside en San Juan, Puerto Rico.